# BMK Aura
BMK Aura är svensk en badmintonklubb från Malmö som bildades 1934. Sedan klubben bildades har man stått som segrare i Sveriges högsta liga, Elitserien elva gånger och vunnit Europa Cupen en gång, 1983. BMK Aura driver sin verksamhet i Malmö Badmintoncenter. 

## Historia
Vid verksamhetens start hette föreningen GoIF Aura, men tvingades byta namn vid inträdet i riksidrottsförbundet. Under årens lopp har föreningen haft flertal olika idrotter under sin verksamhet; gymnastik, orientering, badminton och utomhushandboll. Men har sedan 1973 enbart haft badminton. 
Första spelplatsen blev Solhagens dansbana. Kort efter flyttades verksamheten till Folkets Part Sporthall vilket inte varade länge, innan det brann ned. Den nya spelanläggningen skulle bli Stormhallen som användes i över 40år och hann under tiden få hallens namn utbytt till Aurahallen. Ännu en gång tvingades BMK Aura flytta och innan man fick använda den nybyggda hallen i Eriksfält som blev färdigställd 1976, även den kallad Aurahallen (numera Malmö Badminton Center). Under tiden Aurahallen byggdes upp var föreningen tvungen hålla sina träningar i fyra olika hallar. Heleneholm, Rosengård, Lindängen samt Bellevuestadion. 
Samma år som första världsmästerskapen i badminton spelades, vilket även arrangerades i Baltiska Hallen, 1977i Malmö lyckades BMK Aura vinna Elitserien för första gången. Året därpå vann de återigen innan BMK Aura fick lämna över titeln som svenska mästare i några år. 1980-talet blev BMK Auras storhetstid med åtta raka segrar mellan 1981 och 1988. Vinst i Elitserien betydde spel i Europa Cupen, BMK Aura var Sveriges representant flertal gånger. BMK Aura var bland annat i sex finaler men lyckades bara vinna en gång efter vinst mot det trefaldiga mästarlaget Gentofte från Danmark 1983.  
Vinnarlaget bestod av: 
- Carina Andersson
- Maria Bengtsson
- Karin Wilhelmsson
- Ulf Johansson
- Stefan Mellgård fd. Karlsson
- Torbjörn Pettersson
- Lars Wengberg
- Kenneth Holmström, tränare
- Kjell Persson, lagledare

Efter sin storhetstid dröjde det tills 1997 innan BMK Aura erövrade titeln återigen. Sedan dess har BMK Aura inte vunnit Elitserien. Under 2000-talet har klubben inte nått större framgångar, klubben hoppade mellan Elitserien och Superettan i flera säsonger. 2012 beslutade styrelsen att BMK Aura skulle hoppa av Elitserien och börja om på nytt. För att sedan satsa på ungdomarna. 
Idag, 2014, driver BMK Aura sin verksamheten i Malmö Badminton Center, även tidigare känd som Aurahallen. Anledningen till namnbytet var att 2011 beslutade Malmö Fritid att hallen skulle delas mellan två Malmö klubbarna, BMK Aura och Malmö Badmintonklubb. Tillsammans bildade de Alliansföreningen som fick i uppgift att driva hallen tillsammans och sedan 1 januari 2012 har både klubbarna haft Malmö Badmintoncenter som utgångspunkt. 

## Verksamhet
2012 valde BMK Aura och hoppa av Elitserien efter ekonomiska problem. Styrelsen valde att börja om på nytt och satsa på ungdomarna. Många av elitseriespelarna valde att stanna i klubben. Men representerade endast BMK Aura i svenska tävlingar, i seriesystemet valde de istället spela för danska klubbar. 
BMK Aura har haft många framgångsrika ungdomar under sina år, bland annat har de lyckas vinna många SM-medaljer i alla valörer under åren. Aura bruka placera sig högt i SM-Trofén som en av Sveriges framgångsrika klubbar och har tidigare vunnit den trofén. Första gången klubben lyckades erövra SM-Trofén var 1977 och stor anledning var på grund av vinsten i Elitserien.  
Många av Auras ungdomar har fått chansen i ungdomslandslagen och även fått representera Sveriges landslag i olika åldrar. Bland annat i stora mästerskap som J-EM och J-VM. Sedan har några lyckats ta steget till seniorlandslaget och tränat med Nationella Badmintoncentret som tidigare drevs i Malmö Badmintoncenter. Än idag har Aura landslagsspelare både i ungdom- och seniorlandslagen.  

## Kända spelare
Under Sveriges storhetstid i badminton har Aura haft flera världsstjärnor. 
- Maria Bengtsson: Främst dubbel och mixedspelare. Har varit i 57 grandprix finaler varav 27 vinster. VM-silver och brons. Deltagit i tre OS, 1988, 1992 och 1996 med en fjärde plats som bästa placering. Är 2014 tränare för Badmintongymnasiet i Malmö.
- Stefan Mellgård Karlsson: Främst dubbel och mixedspelare. Har även han vunnit ett antal grandprix, bland annat tillsammans med Maria Bengtsson. 1983 vann Mellgård den ärorika tävlingen All England. 1980 vann han EM-guld tillsammans med Thomas Kihlström och har även flertal andra EM-medaljer.
- Henri Hurskainen: singelspelare. Hann spela med Aura ett år under sin gymnasietid innan han bytte till Västra Frölunda. 2012 slog Hurskanein Peter Gade i hemma-EM i Karlskrona och tog sig hela vägen till finalen där han förlorade mot Marc Zwiebler. Är 2014 fortfarande aktiv.